# Днепровское водохранилище
Днепро́вское водохрани́лище (укр. Дніпровське водосховище) — одно из водохранилищ на Днепре, расположенное частично в Запорожской и частично в Днепропетровской областях Украины и образованное плотиной Днепрогэс.

## Описание

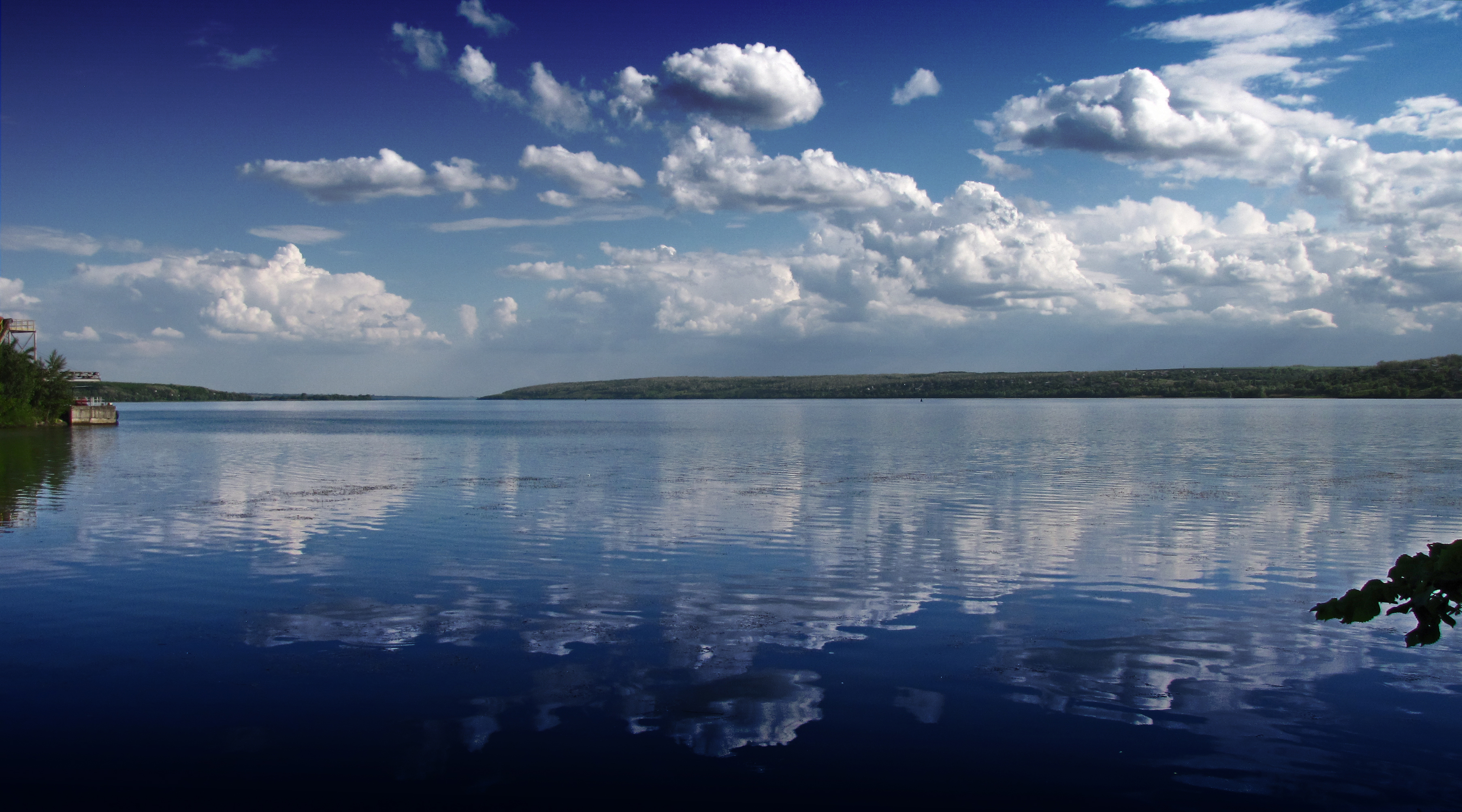
Днепровское водохранилище напротив сёл Перше Травня (левый берег) и Волосское (правый берег), Днепропетровская область. Рядом расположен затопленный Лоханский порог, один из бывших Днепровских порогов.

Площадь водохранилища при подпорном уровне составляет 410 км², объём 3,3 км³. Его длина составляет 129 км, максимальная ширина достигает 7 км, средняя глубина — 8 м (максимальная — 53 м). В него впадают реки: Самара, Орель, Мокрая Сура.
Именно после строительства Днепровской ГЭС и создания Днепровского водохранилища — удалось обеспечить условия судоходства на этом участке Днепра, так как гранитные пороги на протяжении десятков километров не давали возможности свободного судоходства вверх по течению Днепра от г. Запорожья. Создание водохранилища позволило создать условия для сквозного судоходства по Днепру от его устья до Киева и выше.
Создание Днепровского водохранилища привело к наименьшему во всём каскаде водохранилищ подтоплению земель и образованию мелководных зон, несмотря на наибольшую мощность и годовую выработку энергии электростанцией. Используется для нужд энергетики, водоснабжения, орошения, рыбного хозяйства и отдыха. Водохранилище является источником хозяйственно-питьевого водоснабжения городов Днепра, Каменского и Новомосковска.
Водохранилище является местом для отдыха и рыбалки.
Водохранилище ранее называлось «озеро им. В. И. Ленина».